# 나나 아쿠포아도
윌리엄 나나 아도 단콰 아쿠포아도(영어: William Nana Addo Dankwa Akufo-Addo, 1944년 3월 29일~)는 가나의 정치인이자, 2017년 1월부터 2025년 1월까지 제14대 가나 대통령을 지냈다. 그는 2001년부터 2003년까지 법무장관, 2003년부터 2007년까지 존 쿠푸오르 주도의 행정부에서 외무부 장관을 지냈다. 그는 또한 현재 서아프리카 국가 경제 공동체(ECOWAS)의 회장을 맡고 있다.
아쿠포아도는 2008년과 2012년 두 차례 모두 신애국당 후보(NPP)로 대통령 선거에 처음 출마했으나 전자의 사망 후인 2008년 존 아타 밀스, 2012년 존 드라마니 마하마 등 두 차례 모두 국민민주회의에서 낙선했다. 그는 양보를 거부하고 법정에 섰고, 가나 대법원은 존 드라마니 마하마의 승리를 단언했다. 2016년 총선에서 세 번째로 신애국당 대선후보로 선출된 데 이어 이번에는 제1차 투표에서 존 드라마니 마하마 (득표율 53.85%로 승리)를 꺾고 제1차 투표에서 야당 후보가 완승한 첫 번째 가나 대선이었다. 2020년 총선 1차 투표 (득표율 51.59%로 승리)에서 존 드라마니 마하마를 꺾고 재선에 성공하였고, 2021년 1월 7일 오후 1시 3분(GMT)에 취임했다.
2021년 12월, 나나 아쿠포아도는 가나 헌법에 명시된 2선 제한을 존중하고 2024년 3선에 출마하지 않겠다고 약속했다.

## 정치 경력
그의 동료들에 의해 가나 대학교 학생 시절 컨벤션 인민당(CPP)의 열렬한 지지자로 알려져 있었지만, 그는 1966년 콰메 은크루마 대통령이 전복된 후 라이벌인 UP 전통으로 편을 바꾸었고, 1969년 아버지 에드워드 아쿠포아도가 가나의 의례적인 대통령이 되었다. 아쿠포아도의 정치 참여는 1970년대 후반 이그나티우스 쿠투 아체암퐁 주도의 최고군사위원회 연합정부 제안에 반대하기 위해 결성된 단체인 자유와 정의를 위한 국민운동(PMFJ)에 참여하면서 정식으로 시작됐다. 1995년 5월 그는 부가가치세 도입, 제리 롤링스 대통령직의 인권침해 등 신자유주의 정책에 반대하는 시위를 조직한 동맹인 변화를 위한 동맹을 결성한 광범위한 엘리트 집단 중 한 명이었다. 이 시위의 선두에는 압둘 말릭 콰쿠 바아코와 사이풀라 수석 장관 빅터 뉴먼, 콰시 프랫 주니어, 찰스 웨코 브로비 박사 등이 있었다. 그들은 약 10만 명의 다른 사람들과 합류했다. 이 시위의 이름은 "쿠메프레코(Kumepreko)"이다. 광범위한 야당 연합은 엘리트 지도자들이 지도자의 자리를 차지하기 위해 다투면서 붕괴되었다. 1990년대에 그는 가나 인권 위원회라고 불리는 시민권 단체를 결성했다.
아부카와 선거구를 대표하는 제4공화국 제2대, 3대, 4대 의회 의원이었다.
1996년 선거에서, 그는 2만173표를 얻은 오와라쿠 아모파, 705표를 얻은 아두아이킨스, 682표를 얻은 아마두 루파이, 177표를 얻은 이매뉴얼 코피 타마클로에게 47.50%의 유효표 중 2만 8,526표를 주었다. 그는 2000년 총선에서 유효표 4만 5,795표 중 62.50%를 차지한 유효표 2만 8,633표를 얻어 1만 4,486표를 얻은 크리스티안나 아도아이킨스, 1.088표를 얻은 테레사 스텔라 아마키예, 519표를 얻은 코피 오포쿠갸메라, 519표를 얻은 아이작 듀오두 아와에게 다시 승리했다.

## 대통령직

### 취임
아쿠포아도는 2017년 1월 7일에 취임했다. 그의 취임식은 아크라의 블랙 스타 광장에서 열렸다. 잠비아의 에드거 룽구, 이집트의 압둘팟타흐 시시, 시에라리온의 어니스트 바이 코로마, 짐바브웨의 로버트 무가베, 나이지리아의 모하마두 부하리를 포함한 아프리카와 유럽 국가의 12명의 대통령들이 참석했다.
아쿠포아도는 특히 SNS에서 미국의 대통령 존 F. 케네디, 빌 클린턴, 조지 W. 부시가 행한 이전 취임 연설과 나이지리아의 대통령 모하마두 부하리가 2015년 미국평화연구소 행사에서 행한 준비된 연설의 문구를 삭제하여 취임 연설의 일부를 표절했다는 이유로 반발에 직면했다. 스캔들이 알려진 후, 그의 보도국은 사과문을 발표했고, 그의 보도국장은 이 상황을 "완전한 감독이며 결코 고의적이지 않다"고 묘사했다. 하지만 이번 참사 이후 가나 대법원이 2012년 존 드라마니 마하마 대통령의 선거 승리를 확정지은 뒤 아쿠포아도 역시 2013년 양보 연설의 일부를 표절한 것으로 드러났다. 이 연설에서 미국 연방 대법원 판결 이후 앨 고어 부통령이 2000년 대통령 양보 연설에서 대사가 풀렸다.

### 교육 분야
2017년 9월, 아쿠포아도는 가나의 학생들에게 무료 중등학교를 만들어 줄 무료 고등학교 (SHS) 정책을 시작했다. 대통령은 그것이 "국가의 미래 노동력에 대한 필수적인 투자"이고 재정적인 어려움 때문에 자녀들의 교육을 위한 비용을 지불할 수 없는 부모들을 도울 것이라고 말했다. 그 프로그램은 국가, 부모들과 학생들로부터 긍정적인 반응을 얻었고 열정적이었지만, 그 프로그램에 반대하는 사립학교들은 그것이 그들의 시스템에 등록하는 학생들의 수를 줄일 것이라고 말한다.

### 경제
2018년, 대통령은 국가의 일자리를 창출할 것으로 기대되는 경제 및 사회 개발 정책의 7개년 공동 프로그램을 소개했다. 대통령에 따르면, 이 정책들은 "성장과 발전의 다섯 가지 기둥, 즉 경제 활성화, 농업과 산업을 변화, 경제와 사회 기반 시설을 개혁, 사회 보호와 포용을 강화하고 공공 서비스 기관의 전달 체계를 개혁하는 것"에 기반을 두고 있다. IMF가 이미 국가에 부채 위기의 위험이 높다고 경고했음에도 불구하고, 아쿠포아도 정부는 계속해서 차입을 하여 팬데믹 이전에 국가의 공공 부채를 GDP의 56%에서 63%로 끌어올렸다. 팬데믹 이후, 가나는 이웃 국가들과 비교하여 훨씬 더 많은 부채를 차입하여 2020년 기준 사하라 이남 아프리카에서 두 번째로 높은 16%로 지역 평균인 6%를 훨씬 상회하는 예산 적자 위기를 초래했다.

### LGBT 권리
아쿠포아도는 가나의 LGBT 권리에 대해 비교적 온건한 노선을 취해왔다. 2017년 11월, 그는 동성애의 합법화가 불가피하다고 제안하면서 법의 변화를 예견할 수 있다고 말했다. 어린 시절의 대부분을 영국에서 보낸 아쿠포아도는 가나에서도 잉글랜드에서처럼 LGBT 권리가 진화할 것이라고 말했다. 다만, 그는 현재로서는 LGBT 권리가 정부 의제의 일부가 아니라고 단언했다. 2018년 8월, 그는 가나 정부가 그의 주도하에 동성결혼을 합법화하거나 동성애를 비범죄화하지 않을 것이라고 거듭 강조했다.

## 사생활
아쿠포아도는 네 명의 친딸과 한 명의 의붓딸 갠크로마, 에드위나, 아드리아나, 예보아쿠아, 발레리가 있다. 나이지리아인 레미와의 첫 번째 결혼은 그에게 두 딸을 낳았고, 엘리너와의 두 번째 결혼은 그에게 딸을 낳았다.
아쿠포아도는 금주가이다.

## 역대 선거 결과
| 선거명      | 직책명        | 대수 | 정당     | 1차 득표율 | 1차 득표수  | 2차 득표율 | 2차 득표수  | 결과 | 당락 |
| ----------- | ------------- | ---- | -------- | ---------- | ----------- | ---------- | ----------- | ---- | ---- |
| 2008년 선거 | 가나의 대통령 | 10대 | 신애국당 | 49.13%     | 4,159,439표 | 49.77%     | 4,480,446표 | 2위  | 낙선 |
| 2012년 선거 | 가나의 대통령 | 11대 | 신애국당 | 47.74%     | 5,248,898표 |            |             | 2위  | 낙선 |
| 2016년 선거 | 가나의 대통령 | 12대 | 신애국당 | 53.72%     | 5,755,758표 |            |             | 1위  |      |
| 2020년 선거 | 가나의 대통령 | 12대 | 신애국당 | 51.30%     | 6,730,587표 |            |             | 1위  |      |